# 12311 Інґемір
12311 Інґемір (12311 Ingemyr) — астероїд головного поясу, відкритий 1 березня 1992 року.
Тіссеранів параметр щодо Юпітера — 3,356.